# William Russel Brain
William Russel Brain (1895-1966) foi um neurologista britânico.